# Apollon Patras BC
Apollon Patras BC (Grieks: Απόλλων Πάτρας) is een Griekse basketbalclub uit Patras opgericht in 1947.

## Geschiedenis
De basketbalafdeling van de omnisport vereniging AS Apollon Patras werd opgericht in 1947. In 1971 promoveerde de club naar de hoogste klasse om een seizoen later weer te degraderen. Patras promoveerde opnieuw in 1976 naar de eerste klasse om in 1978 opnieuw te degraderen en hierna weer opnieuw te promoveren in 1979. De club speelde de volgende seizoenen op het hoogste niveau. In 1991 volgde opnieuw een degradatie om een seizoen later direct weer te promoveren. In 1999 degradeerde Patras opnieuw ditmaal duurde het tot 2003 voordat ze konden terugkeren naar de hoogste klasse. In 2007 degradeerde Patras weer naar de tweede klasse.
In 2009 verloor de ploeg zijn proflicentie en moest terugkeren naar de amateurs door de aanhoudende financiële problemen bij de club. In 2010 keerde de club alweer terug naar de tweede klasse. In 2012 volgde dan weer promotie naar de hoogste klasse. In 2017 degradeerde Patras opnieuw naar de Griekse tweede klasse. In 2021 keerde de club terug naar het hoogste niveau nadat ze de titel wonnen in de tweede klasse. Na het seizoen 2023/24 degradeerde de club weer.

## Erelijst
- Griekse beker:
  - Tweede: 1997, 2015
- Griekse tweede klasse: 1976, 1979, 1992, 2003, 2021

## Teruggetrokken nummers
| Apollon Patras BC teruggetrokken nummers |                    |               |                      |      |
| Nr.                                      | Speler             | Positie       | Carrière             | Jaar |
| 5                                        | Nikos Argyropoulos | Guard         | 1996–2005, 2010–2016 | 2019 |
| 7                                        | Kostas Petropoulos | Guard/Forward | 1968–1987            | 2016 |

## Bekende (oud)-spelers
| - Jean-Marc Jaumin - Lorenzo Giancaterino - Daniel Goethals - Francis Torreborre - David Arigbabu | - Tyler Kalinoski - Omar Calhoun - AJ Davis - Alex Acker - Joseph Forte | - Trevor Blondin - Terence Morris |